# فوكوشيما (محافظة)
محافظة فوكوشيما (باليابانية:  福島県) هي إحدى المحافظات في الـيابان عاصمتها مدينة فوكوشيما.

## جغرافيا
تشمل المحافظة ثلاث عشر مدينة هي :
- أيزوواكاماتسو
- داته
- فوكوشيما (العاصمة)
- إيواكي
- كيتاكاتا
- كوري-ياما
- ميناميسوما
- موتوميا
- نيهونماتسو
- شيراكاوا
- سوما
- سوكاغاوا
- تامورا

## أعلام
- تاكيو تاكاجي
- كين ياماغوتشي
- ناأوكي ماتسوشيتا
- كاتسويوكي ساإيتو
- هيتوشي ساساكي
- تاكايوشي أونو